# Nederlandenes Institut for Kunsthistorie
Nederlandenes Institut for Kunsthistorie eller RKD (nederlandsk: Rijksbureau voor Kunsthistorische Documentatie) er kunsthistorisk bibliotek og dokumentationscenter i Haag i Holland.
Biblioteket ligger i et større bygningskompleks ved Den Haag Centraal railway station som nabo til Nationaal Archief (nationalarkiverne), Nederlands Letterkundig Museum (litteraturmuseum), Huygens Instituut voor Nederlandse Geschiedenis, Nederlands Muziek Instituut og Koninklijke Bibliotheek (Hollands kgl. Bibliotek).
Det kunsthistoriske bibliotek er hjemsted for verdens største kunsthistoriske center med speciale i dokumentation, arkivalier og bøger om Vestens kunst fra den senere del af middelalderen og frem til nutiden. Der er offentlig adgang til kunstcentret og det tilknyttede bibliotek, og derudover er dele af arkivalierne digitaliseret med adgang via institutionens website. 
Den kunsthistoriske centers hovedformål er at indsamle, kategorisere og give adgang til kunsthistorisk forskning, først og fremmest i relation til de klassiske hollandske kunstnere..